# Ramon-Xavier de Vial
Ramon-Xavier de Vial (Ramón-Javier de Vial y Gonzalo del Rio), né le 5 mars 1750 à Bilbao (Espagne) et mort le 2 février 1819 à Santander, est un armateur espagnol et gouverneur de Santander.

## Biographie
Fils de Nicolàs Mamés de Vial et de Josefa Joaquina Gonzalo del Rio, il naît le 4 mars 1750 à Bilbao. Il épouse le 30 août 1780 à Saint-Jean-de-Luz Maria Teresa d'Eydelin. Ils sont les parents de Jean-Népomucène de Vial.
Il occupe des charges municipales à Santander : regidor, puis regidor capitular et alcade, en 1787 et 1788. En 1788, il est gouverneur.
Il est consul du Tribunal de mer et terre de 1790 à 1793. Il est à nouveau alcade de 1798 à 1800, alcade titulaire de 1800 à 1802, regidor en 1803,.
Armateur, il obtient en 1787 une autorisation royale pour l’établissement d’une ligne maritime entre les États-Unis et l’Espagne. Il arme des navires de commerce : la brigantine Confianza de 150 tonneaux et la goélette Esperanza de 60 tonneaux.
Il est admis dans l'ordre de Charles III.
À sa mort, en 1819, à Santander, il est inhumé au couvent de Santissimo Christo.

## Distinctions
- Commandeur de l'ordre de Charles III

## Sources
- Raúl Díaz Vial, El linaje de Vial, sucesión y vinculaciones, Madrid, Selecciones Graficas, 1960 (source non indépendante du sujet)
- Études Foreziennes, Les Vial, leur histoire. 2020  (ISBN 978-2-9573678-0-1)